# Issoudun-Létrieix
Issoudun-Létrieix é uma comuna francesa na região administrativa da Nova Aquitânia, no departamento de Creuse. Estende-se por uma área de 26,43 km². Em 2010 a comuna tinha 302 habitantes (densidade: 11,4 hab./km²).